# راینر بروکوفسکی
راینر بروکوفسکی (آلمانی: Rainer Borkowsky; ۱۹ اکتبر ۱۹۴۲) قایقران روئینگ اهل آلمان بود.
وی در مسابقات کشوری و بین‌المللی در مجموع برندهٔ ۲ مدال طلا، ۱ مدال نقره شده‌است.